# 藤沢小売酒販組合
藤沢小売酒販組合（ふじさわこうりしゅはんくみあい）は神奈川県茅ヶ崎市にある小売酒販組合。

## 概要
『酒税の保全及び酒類業組合等に関する法律』に基づいて設立された組合。藤沢市・茅ヶ崎市・寒川町の酒類小売販売業者によって構成される。全国小売酒販組合中央会、神奈川県小売酒販組合連合会に所属する。税務団体。

## 沿革
1953年（昭和28年）2月28日に施行された『酒税の保全及び酒類業組合等に関する法律』により、同年7月11日設立。